# Vantablack
A Vantablack a szén egy tömbi nanoszerkezetű, szuperfekete tulajdonságú allotrop módosulata, mely a rá eső látható fénynek igen nagy hányadát képes elnyelni, ezzel a legsötétebb mesterséges anyagok egyike. A Vantablack-réteget függőlegesen rendezett szén nanocsövek szőnyege (úgynevezett VANTA) alkotja, melyet különféle felületeken bevonatként hoznak létre. 
A Vantablack megnevezés védett, a Surrey NanoSystems tulajdona éppúgy, mint a gyártási és a forgalmazási jog is.

## Története
Az első olyan szerkezet, mely függőlegesen rendezett szén nanocsöveket fénydetektorként alkalmazott, valószínűleg a brit National Physical Laboratory kutatóintézethez köthető. E munkában szén nanocsövekkel javított fényabszorpciójú infravörös-detektort mutattak be, és megadtak egy értelmezést a szerkezet optikai működési mechanizmusáról is. Korábban többfalú szénnanocső-bevonatként írtak róla, később azonban már VANTA-ként, mely az angol Vertically Aligned NanoTube Arrays (a.m. függőlegesen igazított nanocső-elrendezés) kifejezésből képezett betűszó.
Különféle VANTA-rétegek forgalmazásával számos cég foglalkozik, köztük például a Nano-Lab, a Santa Barbara Infrared, stb. de ezen cégek eladásai a nevet is birtokló Surrey NanoSystems együttműködésétől függnek.

## Előállítása
A Vantablack gyártása a katalitikus kémiai gőzfázisú leválasztásos módszer (CVD) egy változatával történik. Ez az eljárás feltételeket szab a hordozó anyagát illetően. Például sikerült leválasztani a réteget egyes fémekre (pl. alumínium és egyes ötvözetei, kobalt, réz, molibdén, nikkel, titán, rozsdamentes acél), továbbá kvarcra, zafírra, szilíciumra, szilícium-dioxidra, titán-nitridre, stb.  
A szén nanocsövek kialakítása magán a hordozón történik jellemzően 450°C-on, de egyes spray formájában is alkalmazható változatoknál mindössze 100°C-os hőmérséklet szükséges. Ez a viszonylag alacsony hőmérséklet előnyt jelent más szuperfekete anyagokhoz képest, melyek jellemzően ennél magasabb hőmérsékleten alakíthatók ki.

## Fizikai jellemzői
Az anyag legnevezetesebb jellemzője a fényelnyelése, a rá eső 750 nm-es fénynek (infravörös) akár 99,965%-át képes elnyelni, és a látható fény más hullámhosszú komponenseire is igen nagy abszorpciót mutat. A mesterséges anyagok közül ezért a legfeketébbek egyike, gyakorlatilag nem látható róla visszaverődő fény a 200 nm (UV) és 16 µm (távoli IR) közti hullámhossztartományon. 
Optikai elnyelése mellett igen jó a hővezetése, és a hősokkállósága. Más szuperfekete anyagokhoz képest kimagasló a mechanikai ellenállása. Mindazonáltal a Vantablacket védeni kell az érintéstől és a mechanikai hatásoktól, hiszen ezek károsíthatják a felületből kiálló nanocső-struktúrákat, ami a jellemzők elváltozásához vezethet. 
Szuperhidrofób  tulajdonságú, így a víz lepereg róla, a felületét lényegében nem nedvesíti. Ennek az optikai alkalmazások esetén az a jelentősége, hogy a Vantablack-kel bevont felület nedvessége, párássága alig befolyásolja az optikai jellemzőket.

## Alkalmazásai

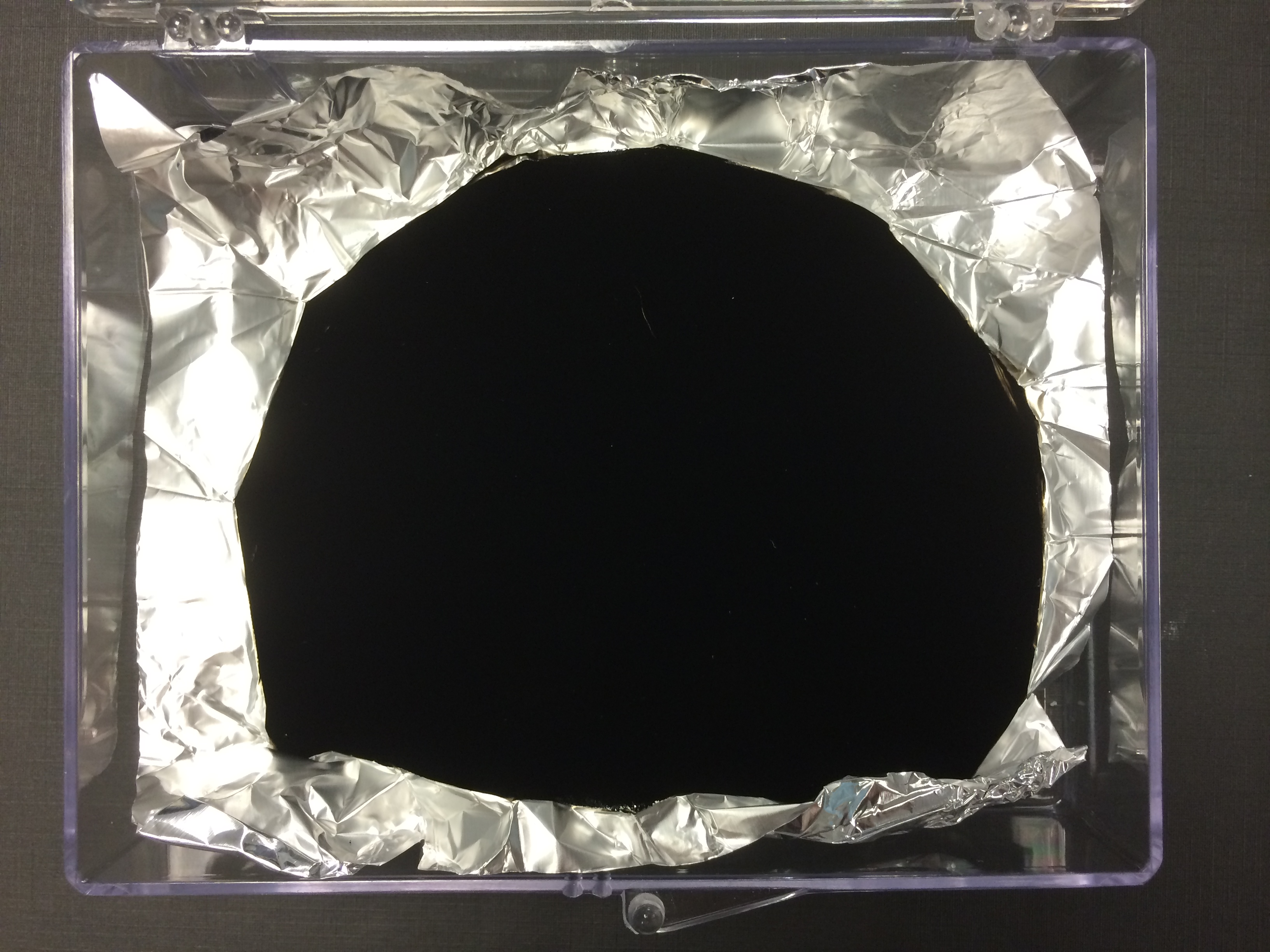
Alumíniumfólián kialakított Vantablack-réteg

### Méréstechnika
Az anyag széles (az egész látható fénytartományt lefedő) sávban való kiváló elnyelése miatt számos optikai alkalmazhatósága merült fel, például a lencserendszerekben jelentkező nemkívánatos szórt fény elnyelése, illetve az infravörös kamerák és detektorok érzékenységének növelése. Ezek új lehetőségeket nyitnak a földi mérőrendszerekben, és az űrkutatásban alkalmazott infravörös teleszkópok esetén.
A feketesége révén igen gyenge visszaverésű anyag detektorok kalibrálásánál viszonyítási alapként szolgálhat, hiszen az infravörös képalkotó rendszerek kalibrálására elvileg feketetest (mindent elnyelő, semmit vissza nem sugárzó ideális anyag) szükséges, melyet ez az anyag igen jól közelít.

### Építészet, iparművészet, formatervezés
Az eddigi legfeketébb anyag az építészek és a formatervezők figyelmét is felkeltette. Ahogy az alapkutatásban alkalmazott lencserendszereknél, úgy az épületvilágítási rendszerekben is cél a szórt fény csillapítása, a fényforrások fényének magasabb fokú irányítása, melyben egyesek szerepet szánnak a Vantablack-nek is. A formatervezők körében tapasztalható érdeklődést mutatja, hogy az anyag alkalmazása körül vitát robbantott ki, amikor Anish Kapoor képzőművész kizárólagos jogot szerzett a Vantablack S-VIS spray formában alkalmazható szuperfekete festék művészeti és formatervezési célú alkalmazására. A szokatlanul fekete felület különleges, szokatlan hatást, érzékcsalódást kelt, amelyre alapozva készülnek Vantablack-et alkalmazó luxustermékek, például a BMW X6 Vantablack vagy a MCT luxuskarórák. Az eljárás összetettsége, kényessége, ára, illetve a hordozóanyagra vonatkozó feltételek miatt a széles körű alkalmazhatóság még várat magára.

## Fordítás
Ez a szócikk részben vagy egészben  a   Vantablack című angol Wikipédia-szócikk ezen változatának fordításán alapul.  Az eredeti cikk szerkesztőit annak laptörténete sorolja fel. Ez a jelzés csupán a megfogalmazás eredetét és a szerzői jogokat jelzi, nem szolgál a cikkben szereplő információk forrásmegjelöléseként.

### Tudományos közlemények
- Cartwright, Jon (2015). „Fifty shades of black”. Physics World 28 (11), 25–28. o, Kiadó: IOP Publishing. DOI:10.1088/2058-7058/28/11/32. ISSN 0953-8585.
- Ball, Philip (2016). „None more black”. Nature Materials 15 (5), 500. o, Kiadó: Springer Nature. DOI:10.1038/nmat4633. ISSN 1476-1122.
- Perkowitz, Sidney (2016). „Paint it nanoblack”. Physics World 29 (8), 48. o, Kiadó: IOP Publishing. DOI:10.1088/2058-7058/29/8/42. ISSN 0953-8585.
- Maynard, Andrew D. (2016). „Are we ready for spray-on carbon nanotubes?”. Nature Nanotechnology 11 (6), 490–491. o, Kiadó: Springer Nature. DOI:10.1038/nnano.2016.99. ISSN 1748-3387.

### Hírek, cikkek
- The Science | Surrey NanoSystems (angol nyelven). www.surreynanosystems.com. (Hozzáférés: 2018. január 21.)
- British breakthrough in world’s darkest material launched at Farnborough International  | Surrey NanoSystems (angol nyelven). www.surreynanosystems.com, 2014. július 9. [2018. június 17-i dátummal az eredetiből archiválva]. (Hozzáférés: 2018. január 21.)
- Zrt., HVG Kiadó: Olyan fekete szuperanyagot csináltak, ami a fény több mint 99,96%-át elnyeli – videó. hvg.hu , 2016. március 8. (Hozzáférés: 2018. január 22.)
- Márpedig a legfeketébb fekete ezentúl az enyém!. Dívány , 2016. március 16. (Hozzáférés: 2018. január 22.)